# Friedrich Remy
Johann Friedrich Remy (* 30. März 1823 in Quirnbach (Westerwald); † 24. Dezember 1906 in Selters) war ein deutscher Bürgermeister, Kaufmann und Abgeordneter des Provinziallandtages der Provinz Hessen-Nassau.

## Leben
Friedrich Remy war ein Sohn des Landwirts Johann Wilhelm Remy (* 1786) und dessen Ehefrau Marie Christine Scheier (* 1789).
Er wurde Kaufmann und betrieb eine Gastwirtschaft in Vielbach im Unterwesterwaldkreis. Dort wurde er 1854 zum Bürgermeister ernannt und blieb bis 1871/1872 in diesem Amt.
In den Jahren von 1875 bis 1906 gehörte – mit Unterbrechung – er dem Kreistag des Unterwesterwaldkreises an.
1886 erhielt er ein Mandat für den Nassauischen Kommunallandtag des preußischen Regierungsbezirks Wiesbaden bzw. für den Provinziallandtag der Provinz Hessen-Nassau, wo er Mitglied des Wegebau-, Finanz- und Rechnungsprüfungsausschusses war.